# Fischland

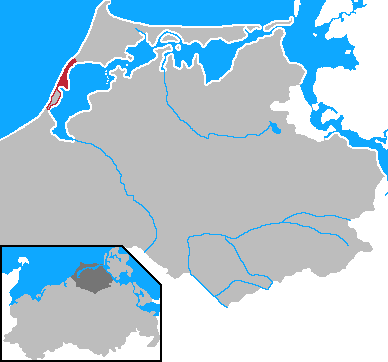
Das historische Fischland (rot markiert) ist der Bereich zwischen Permin und Loop, in neueren Karten reicht Fischland weiter nach Süden (rot umrandet)

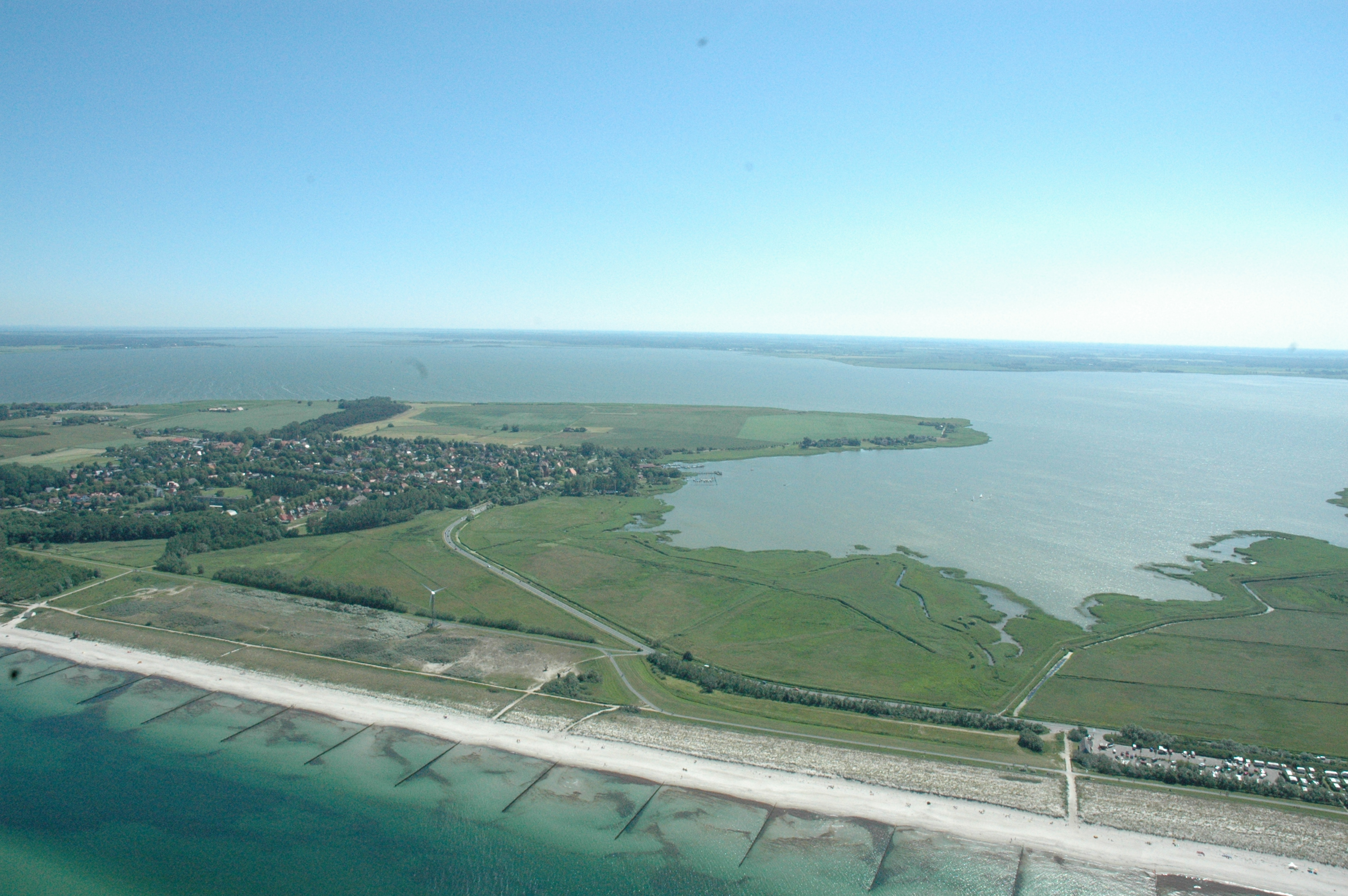
Schmalste Stelle Fischlands bei Wustrow (Norden ist links): Vom Ostseestrand bis zum Ufer des Permin sind es kaum 400 m.

Das Fischland ist eine Landbrücke an der südlichen Ostseeküste der Mecklenburger Bucht und Teil der Halbinsel Fischland-Darß-Zingst. Es gehört zum Landesteil Mecklenburg, der Darß gehört bereits zu Vorpommern. Die Grenze verläuft am Grenzweg in Ahrenshoop.

## Geographie

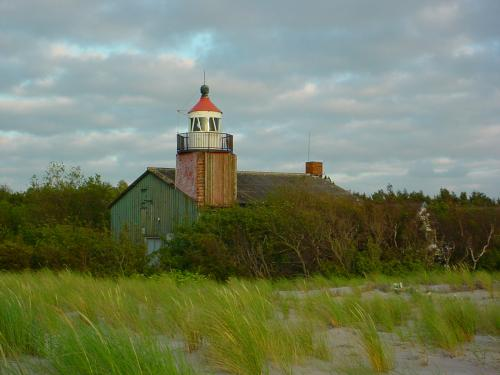
Ehem. Leuchtfeuer auf dem Niederen Fischland

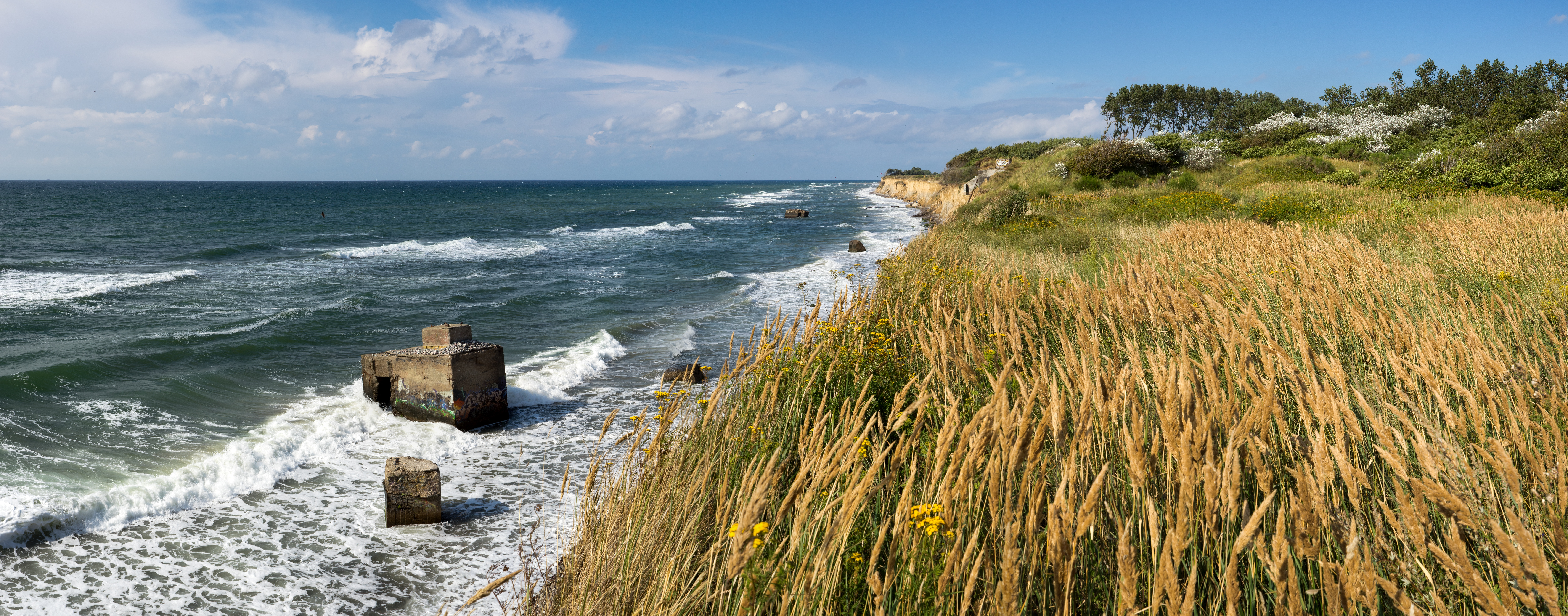
Hohes Ufer zwischen Wustrow und Ahrenshoop

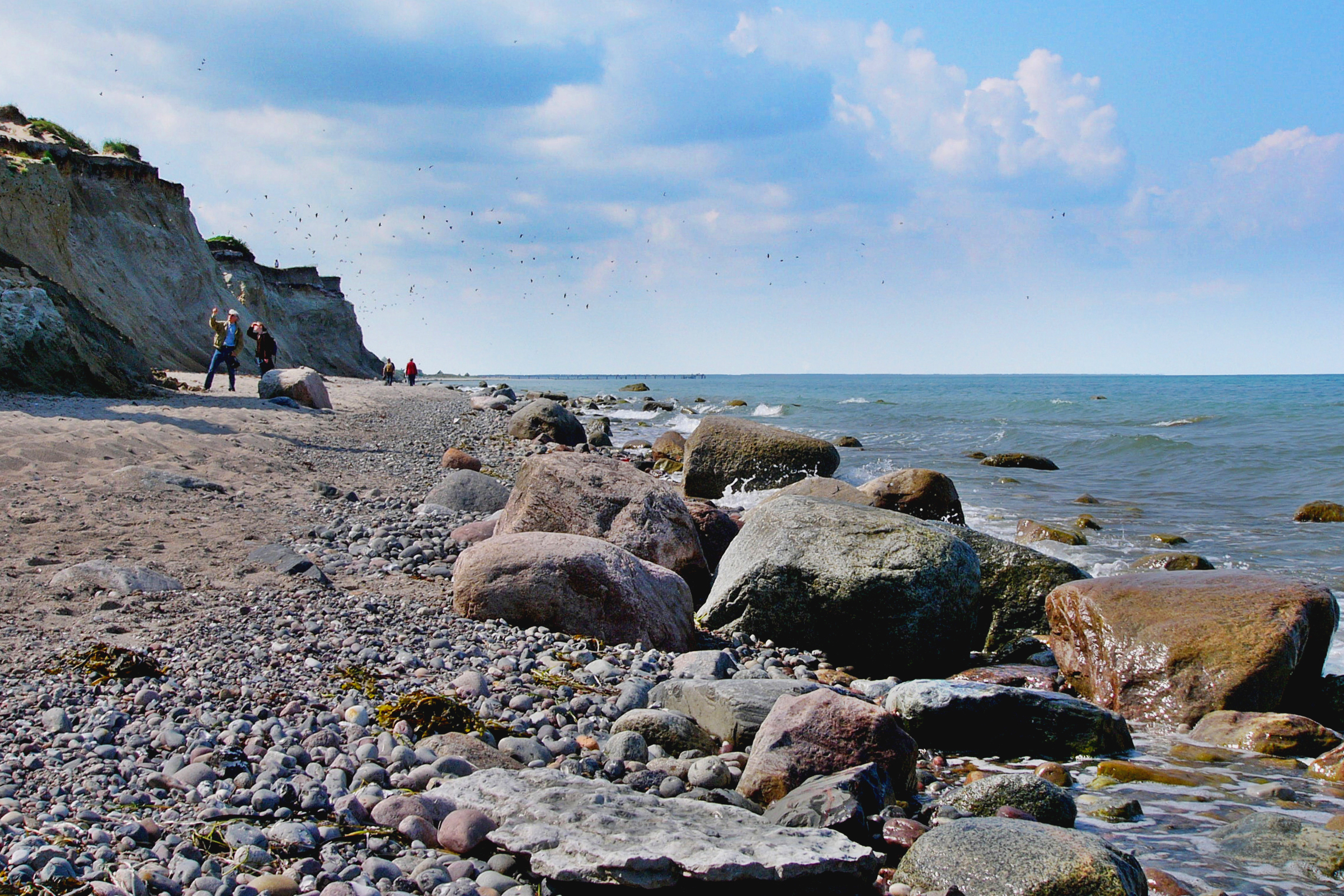
Steilküste südlich von Ahrenshoop mit Uferschwalben-Kolonie

Fischland ist das westlichste Element der Boddenausgleichsküste Mecklenburg-Vorpommerns. Als ehemalige Insel wurde es durch zwei bis ins 14. Jahrhundert schiffbare Seegatten begrenzt: den Permin im Süden und den Loop im Norden. Der Loop bzw. dessen ehemalige Position markiert hierbei auch die Grenze zwischen Mecklenburg und Vorpommern. In neuerer Zeit werden jedoch auch die Ribnitzer Stadtwiesen südlich von Wustrow mit zum Fischland hinzugerechnet und als Südgrenze meist Dierhagen und der Nordrand des Ribnitzer Forsts genommen. Dieses Areal wird auch Niederes Fischland genannt. Im Nordwesten und Südosten sind die Grenzen das aktive Kliff (Hohes Ufer) und der flache Strand an der Ostsee bzw. die Uferlinie des Saaler Boddens. Das von Südwest nach Nordost verlaufende Fischland ist somit 5 km bis 8,5 km lang (je nach Grenzziehung) und zwischen 400 m und 2,5 km breit.
Die mit 17,9 m über NN höchste Erhebung auf Fischland ist der Bakelberg in der Nähe des Steilufers Althagen/Niehagen.
In Gänze auf dem Fischland liegen insgesamt nur vier Ortschaften, die heute größtenteils ineinander übergehen: die Ahrenshooper Ortsteile Althagen und Niehagen sowie die Gemeinde Wustrow mit dem Ortsteil Barnstorf. Der alte, nördliche Teil des als Urlaubs- und Wohnort von Künstlern bekannten Dorfes Ahrenshoop liegt nicht mehr auf dem Fischland, sondern bereits auf dem Vordarß und damit auf (vor)pommerschem Gebiet.

## Von der Insel zur Landbrücke
Der pleistozäne Kern Fischlands („Hohes Fischland“), der auch der historischen Insel entspricht, besteht aus Schmelzwassersanden und Geschiebemergeln des Weichsel-Glazials. Im Verlauf des jüngeren Holozäns (ab ca. 5000 v. Chr.) waren er und der ihn umgebende Küstenbereich starken Veränderungen durch Strömung, Wellengang und Wind unterworfen (Küstenausgleich). So entstand einerseits durch Erosion die Steilküste an der Ostseeseite und andererseits wuchsen durch Anlandung die Landflächen nördlich und südlich von „Ur-Fischland“, sodass sich allmählich die Landverbindungen zum Darß und zum Festland herausbildeten.
1392 oder 1393 zerstörten 1000 Mann aus der Hansestadt Rostock, deren Patrizier ihre Handelsprivilegien durch einen Seehafen am Darß bedroht sahen, einschließlich ihres Nutznießertums aus den Aktivitäten der Vitalienbrüder, den Hafen von Ahrenshoop und „verdämmten“ den Loop. Um 1400 versenkten die Stralsunder im Permin drei Schiffe und schlossen ihn damit. Zumindest der Loop („Darßer Kanal“) blieb wahrscheinlich noch bis in die zweite Hälfte des 15. Jahrhunderts dauerhaft offen. Heftige Sturmhochwasser rissen aber auch danach die Landengen immer wieder auf, den Loop nachweislich 1625 1761 und 1872, den Permin 1786 sowie zuletzt 1872 und 1875.
Noch heute tragen Stürme durchschnittlich einen halben Meter pro Jahr von der Ostseeküste Fischlands ab, um es weiter nördlich am Darßer Ort wieder anzulagern.